# Ludwigstraße (Hof)
Die Ludwigstraße ist die Hauptstraße der Neustadt in Hof.

## Lage
Die Ludwigstraße liegt im östlichen Teil der Neustadt. Sie führt von der Vorstadt zum Oberen Tor. Die Straße ist etwa 540 Meter lang.

## Angebot

Souvenir-Shop in einem Biedermeier-Gewölbe

Aufgrund der historischen Entwicklung befinden sich in der Ludwigstraße viele Geschäfte, Märkte und Niederlassungen. Aus dem Bereich des Rundfunks findet man das BR-Studio Hof nahe des Sigmundsgrabens. Geschäfte decken vor allem den kulinarischen bzw. verpflegerischen Bereich ab, aber auch die Industriezweige der Bekleidung, des Tourismus, des Finanzwesens. Ebenfalls enthalten sind Niederlassungen von Ärzten und Notaren sowie ein Zweig der VHS. Die Straße ist mit Kraftfahrzeugen befahrbar, teilweise aber nur in eine Fahrtrichtung. In beide Richtungen passieren die Linienbusse die Straße und halten an diversen Bushaltestellen. Längere Reihen auf der Straße erlauben Längsparken im Süden und Querparken im Norden. Mehrere Fußgängerüberwege erlauben eine Gesamtquerung der Straße. Als kulturelle Einrichtungen gelten das Hofer Rathaus, die Touristinformation, aber auch der 2022 eröffnete Souvenir Concept-Store mit Produkten aus der Umgebung, der auch zur Wiederbelebung der Innenstadt dienen soll.

## Sehenswürdigkeiten und Straßenbild

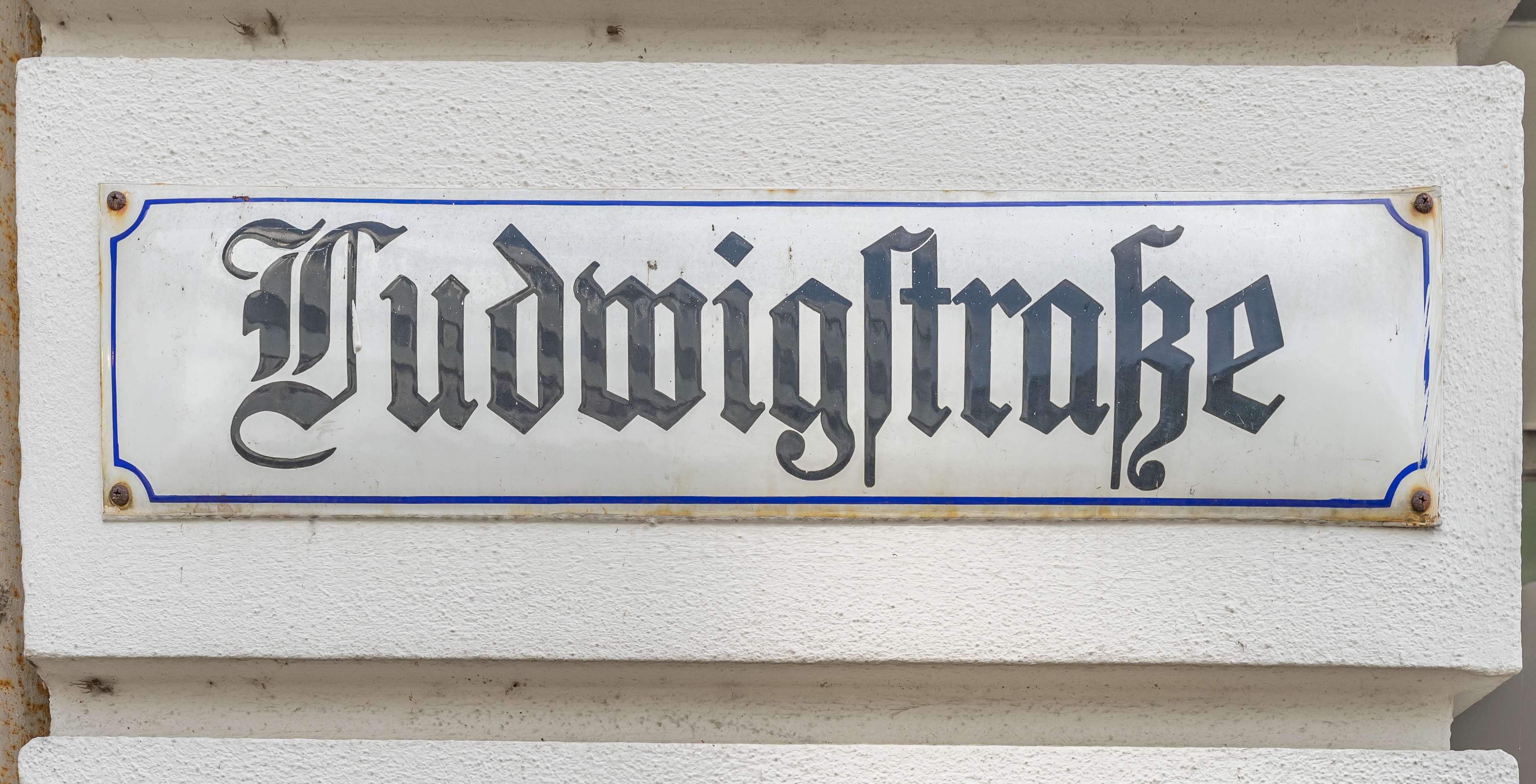
Straßenschild Ludwigstraße
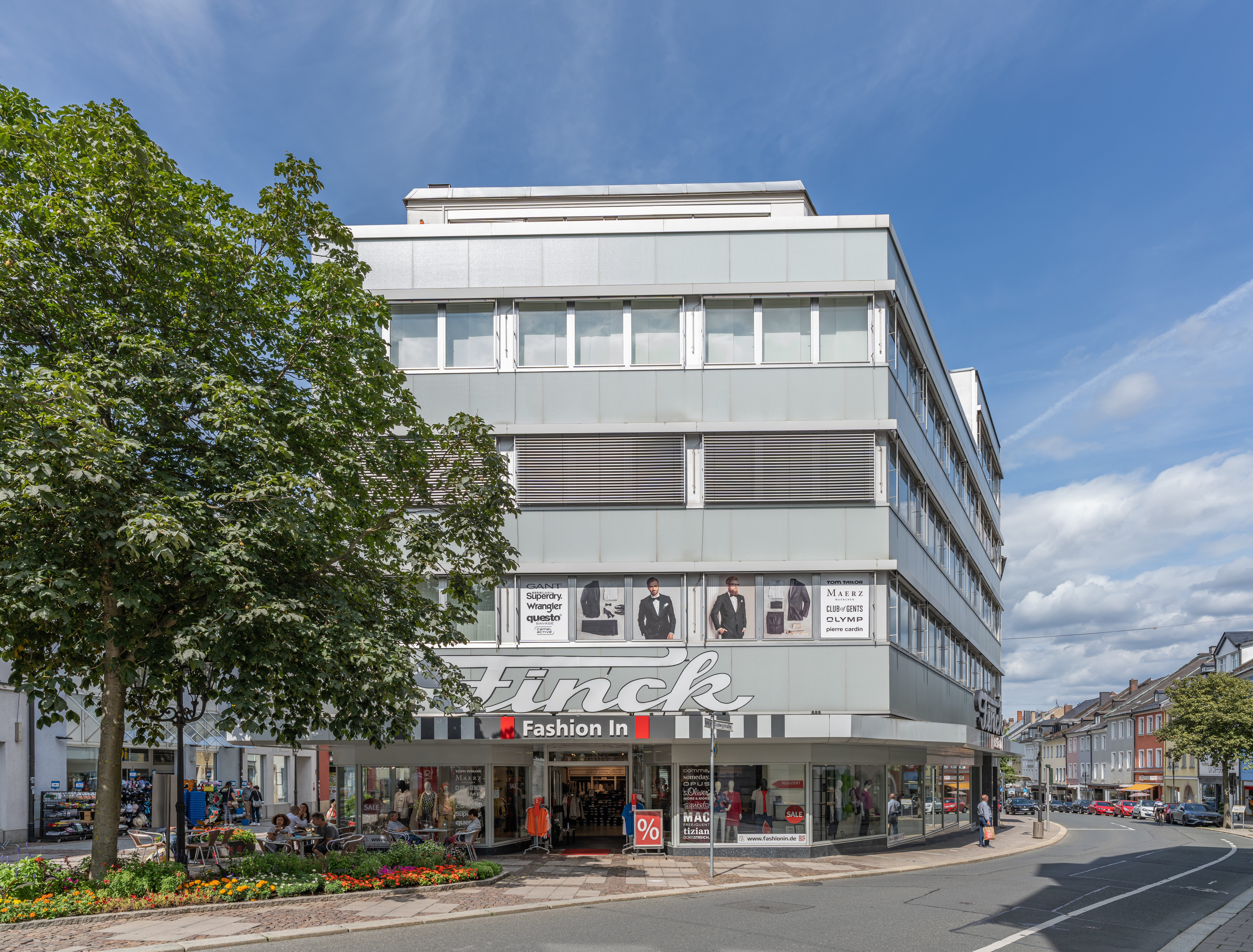
Südliche Einfahrt der Ludwigstraße
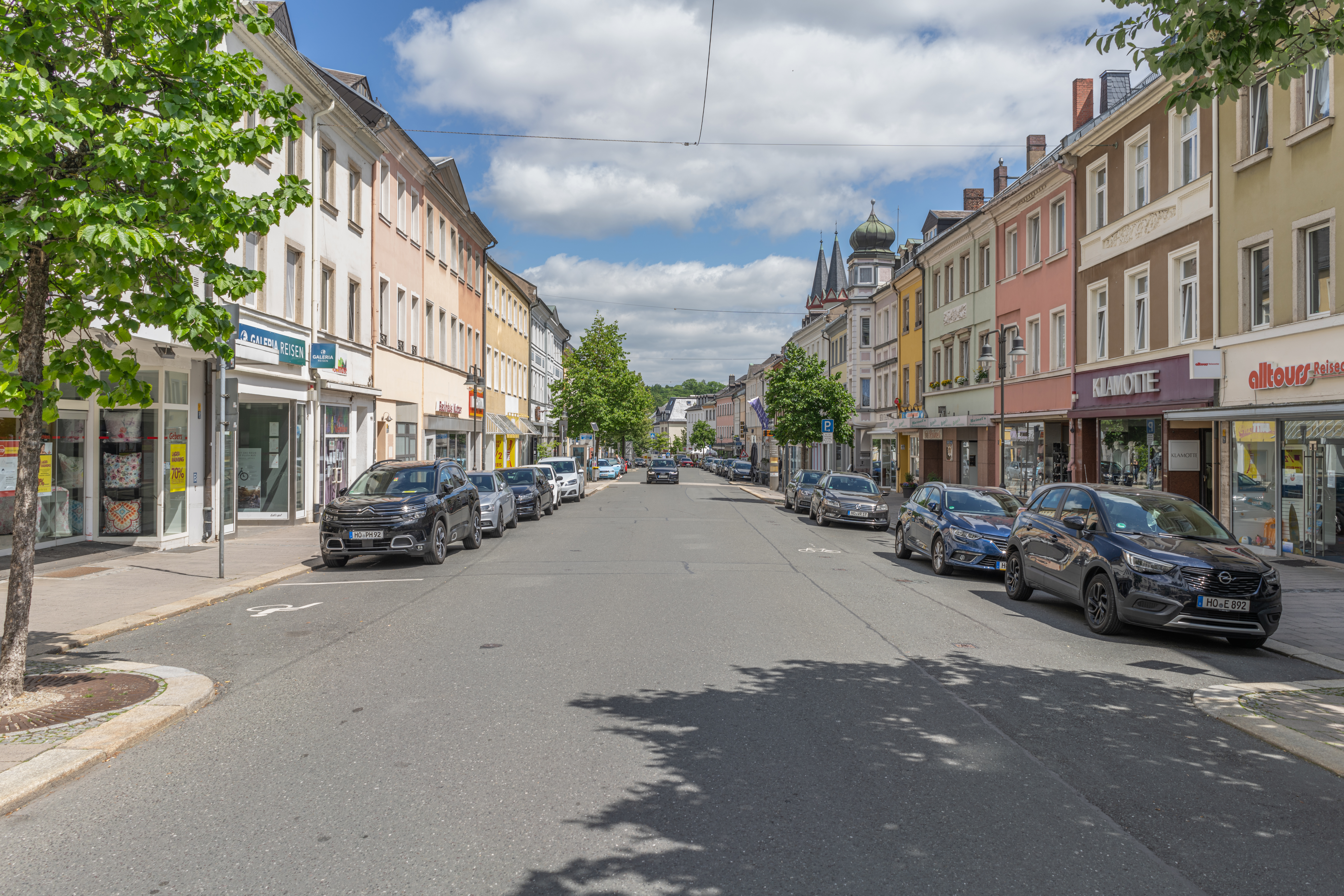
Obere Ludwigstraße
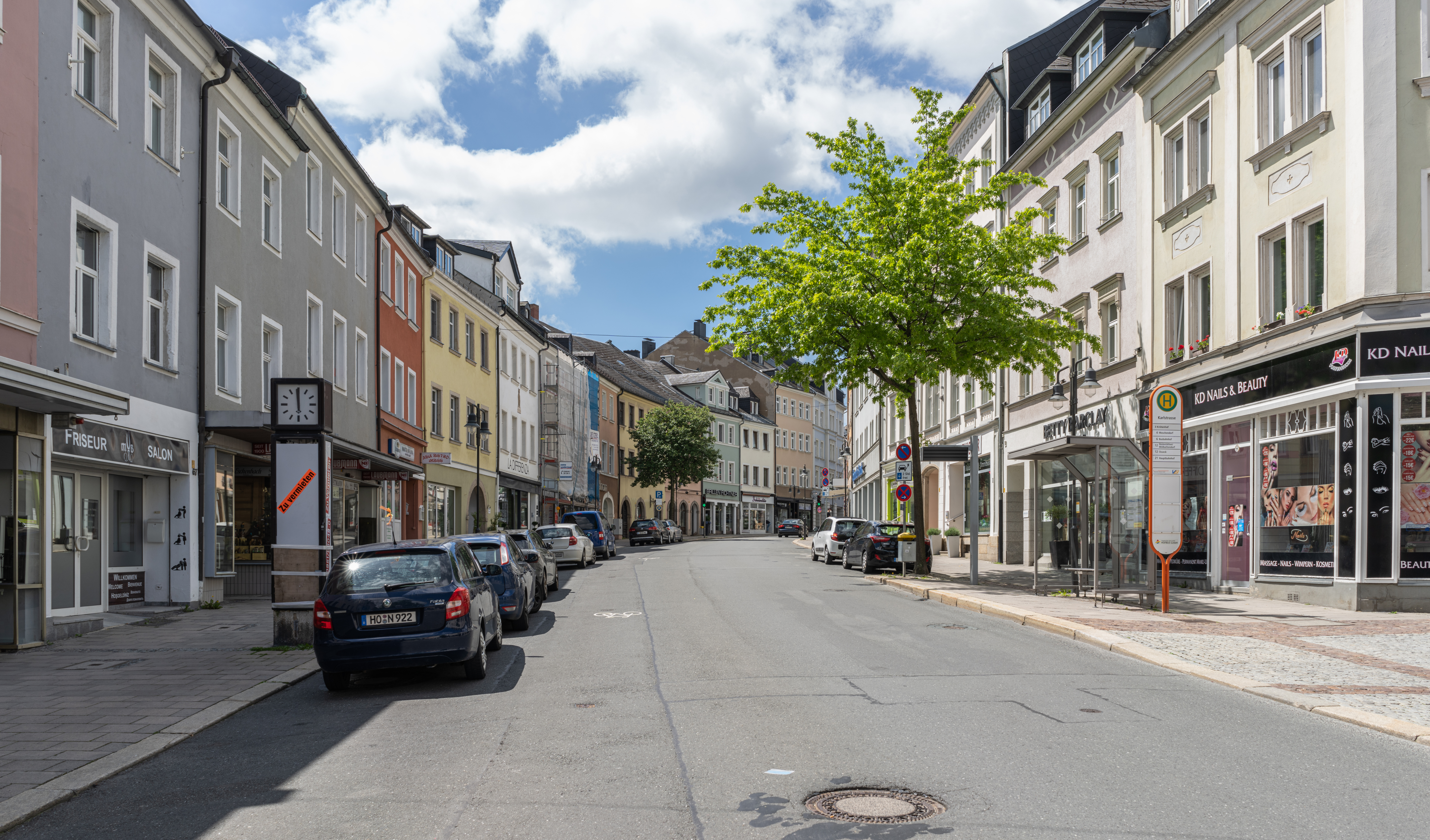
Obere Ludwigstraße
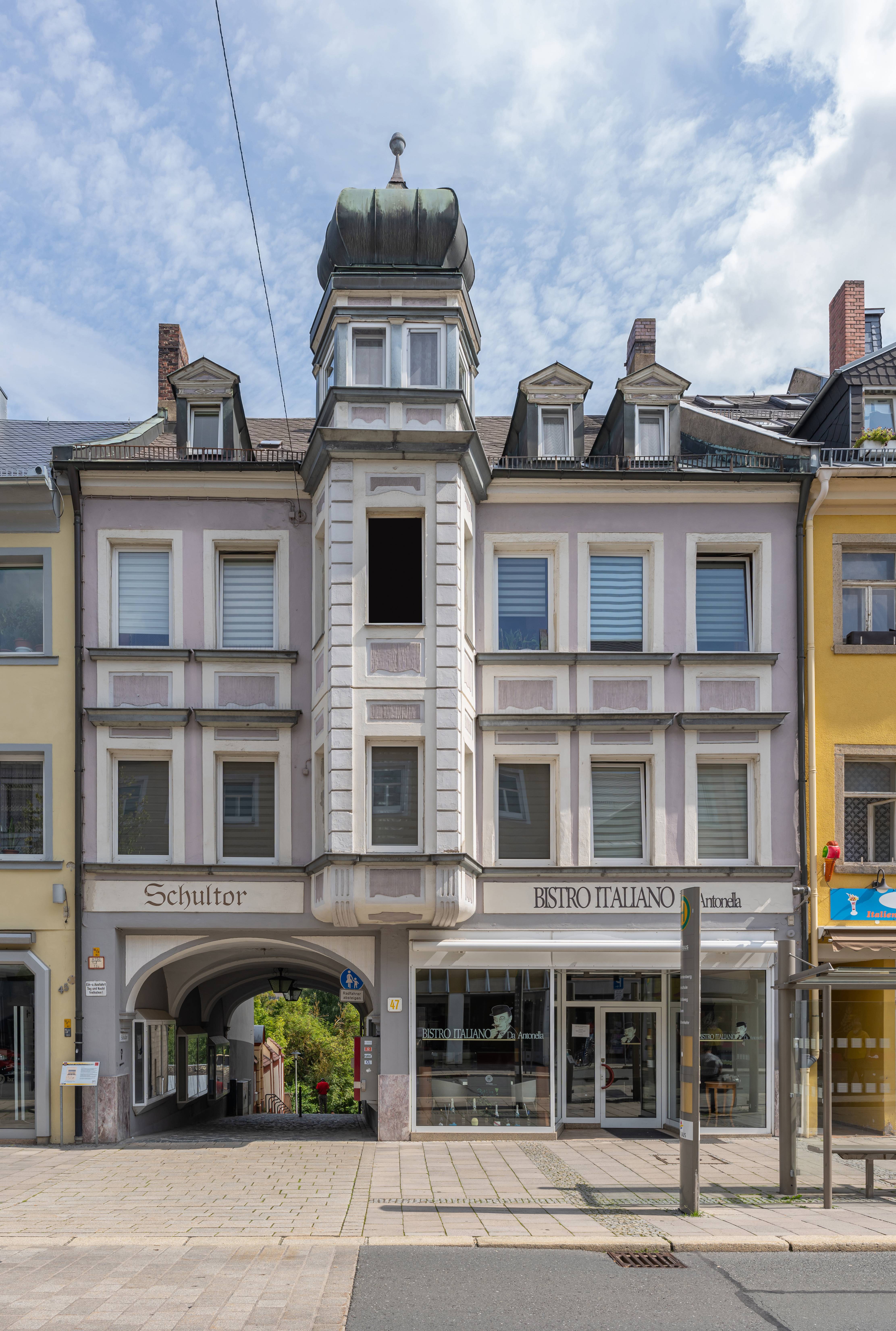
Schultor
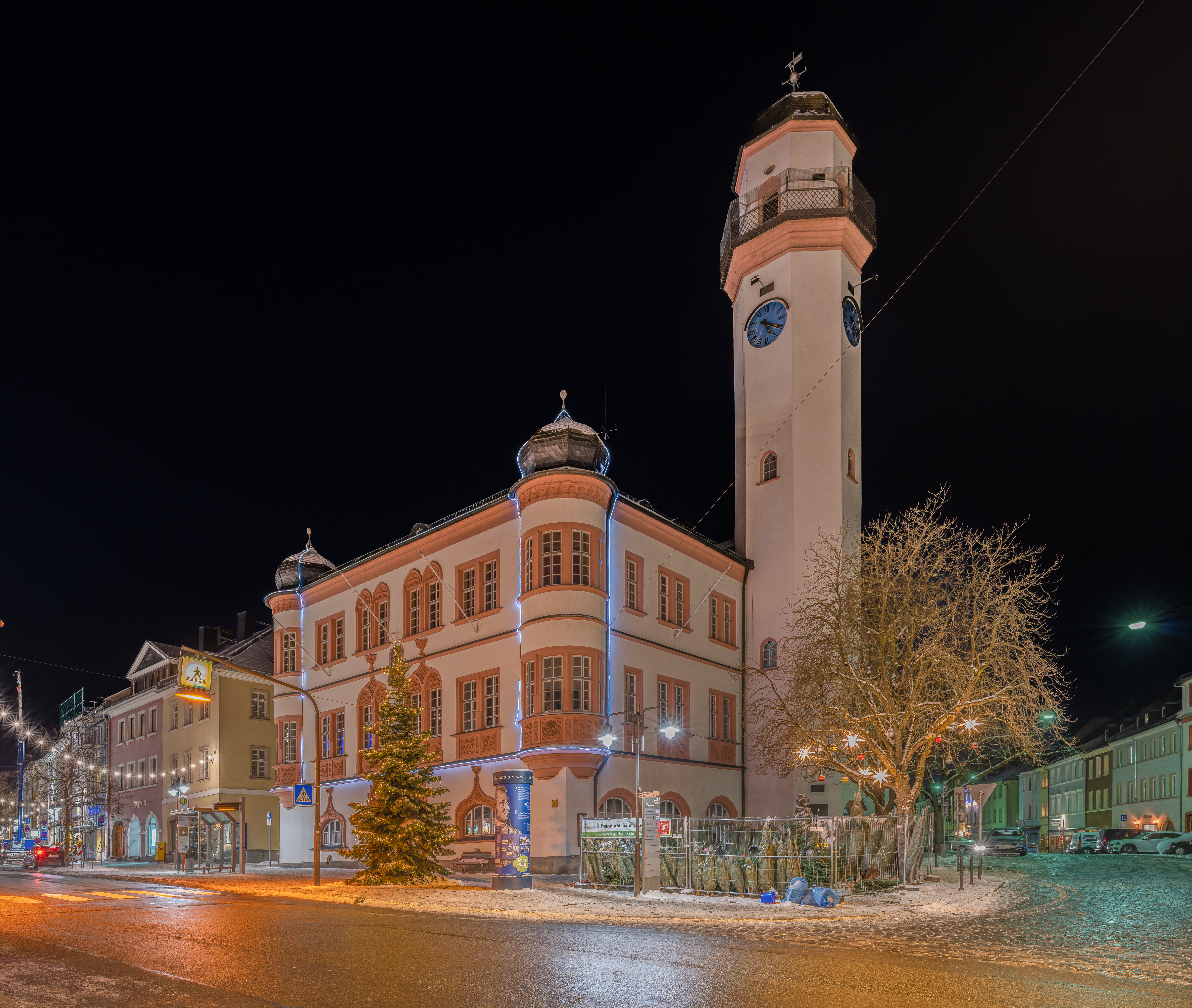
Hofer Rathaus
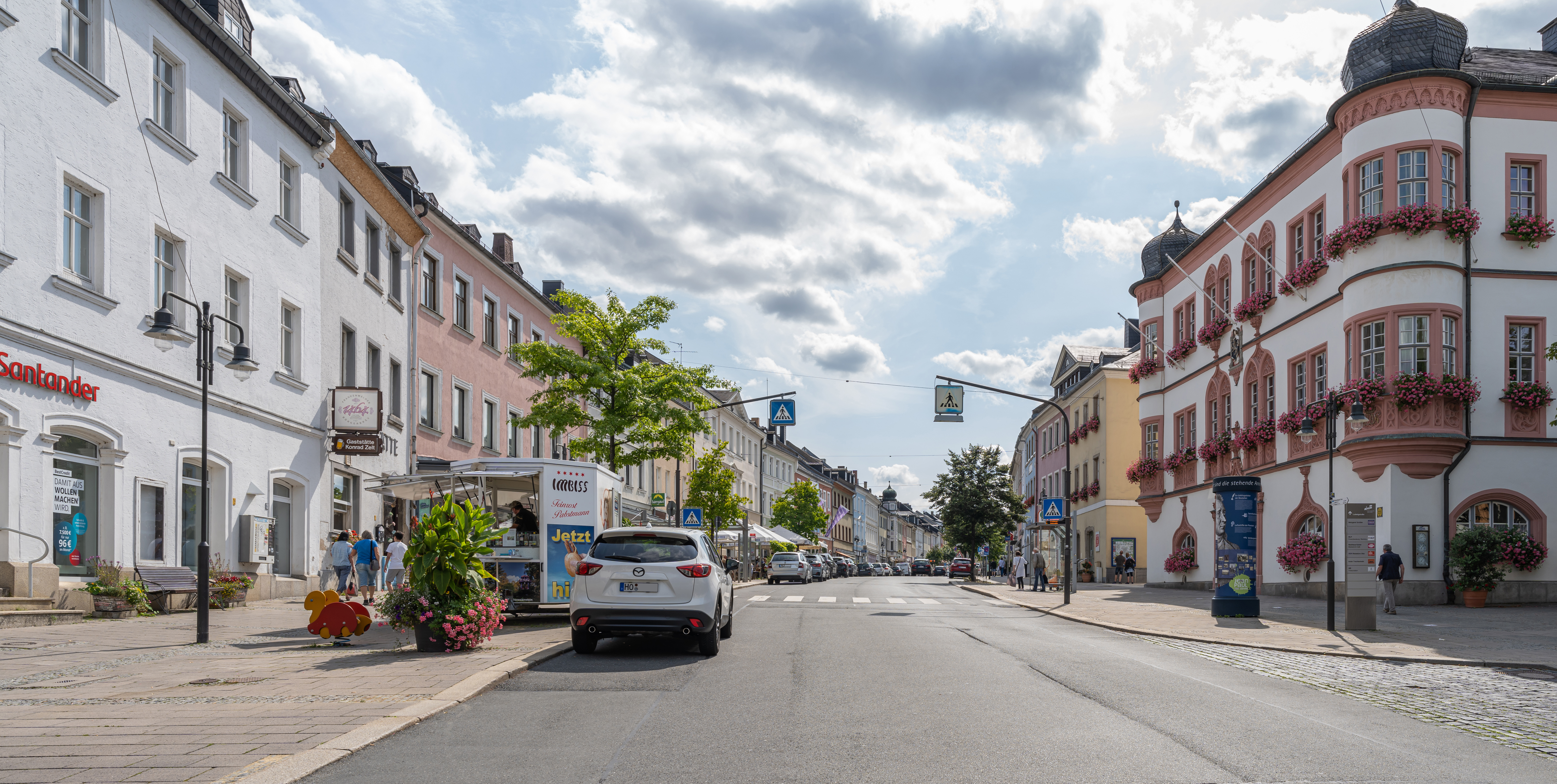
Mittlere Ludwigstraße
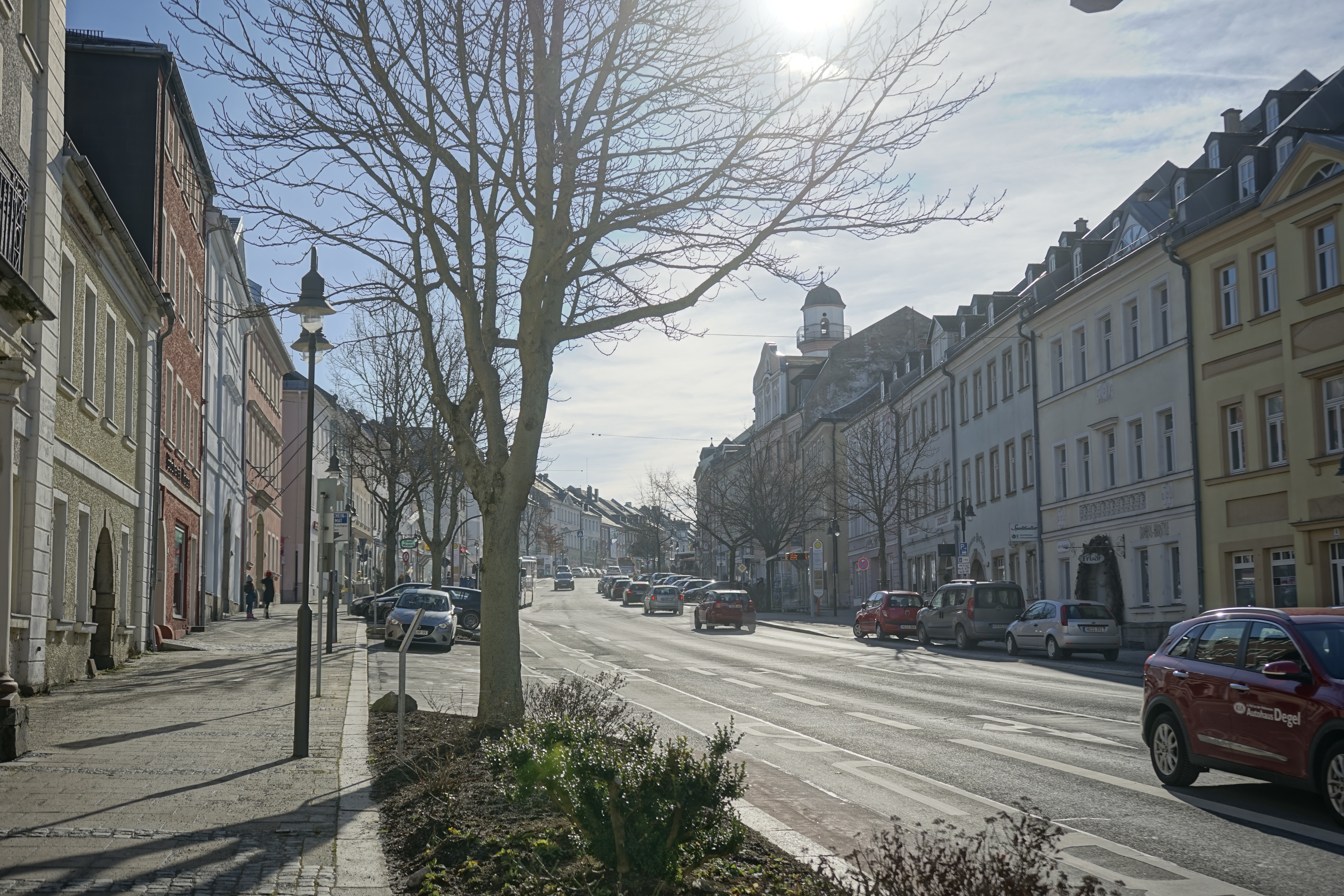
Untere Ludwigstraße
Untere Ludwigstraße
Weihnachtliche Ludwigstraße

## Umgestaltung
Der Hofer Stadtrat beschloss, die Ludwigstraße umzugestalten um eine höhere Aufenthaltsqualität zu erlangen. Dem vorausgegangen war eine Bürgerbefragung, bei der die Anwohner ihre Vorschläge zur Umgestaltung vorbringen konnten.
Im Mai 2019 wurden mehrere Verweilinseln in den Straßenverlauf eingebaut. Sie sollten Passanten mehr Platz bieten. Es wurden auch diverse Vorhaben besprochen wie etwa die Durchführung von Festivals. Weil die Inseln nicht sinnvoll in die Straße eingebunden werden konnten, beschloss der Stadtrat, sie wieder abzubauen. Geplante Festivals oder andere Aktionen in der Straße sind davon nicht betroffen und werden weiter stattfinden. Beispielsweise wurde der Wochenmarkt teilweise in die Ludwigstraße verlagert.